# Laane (Kõue)
Laane – wieś w Estonii, w prowincji Harju, w gminie Kõue.